# Cementiri de Sant Gervasi
Cementiri de Sant Gervasi ist der 1853 angelegte Friedhof des Bezirks Sarrià-Sant Gervasi in Barcelona, Spanien.

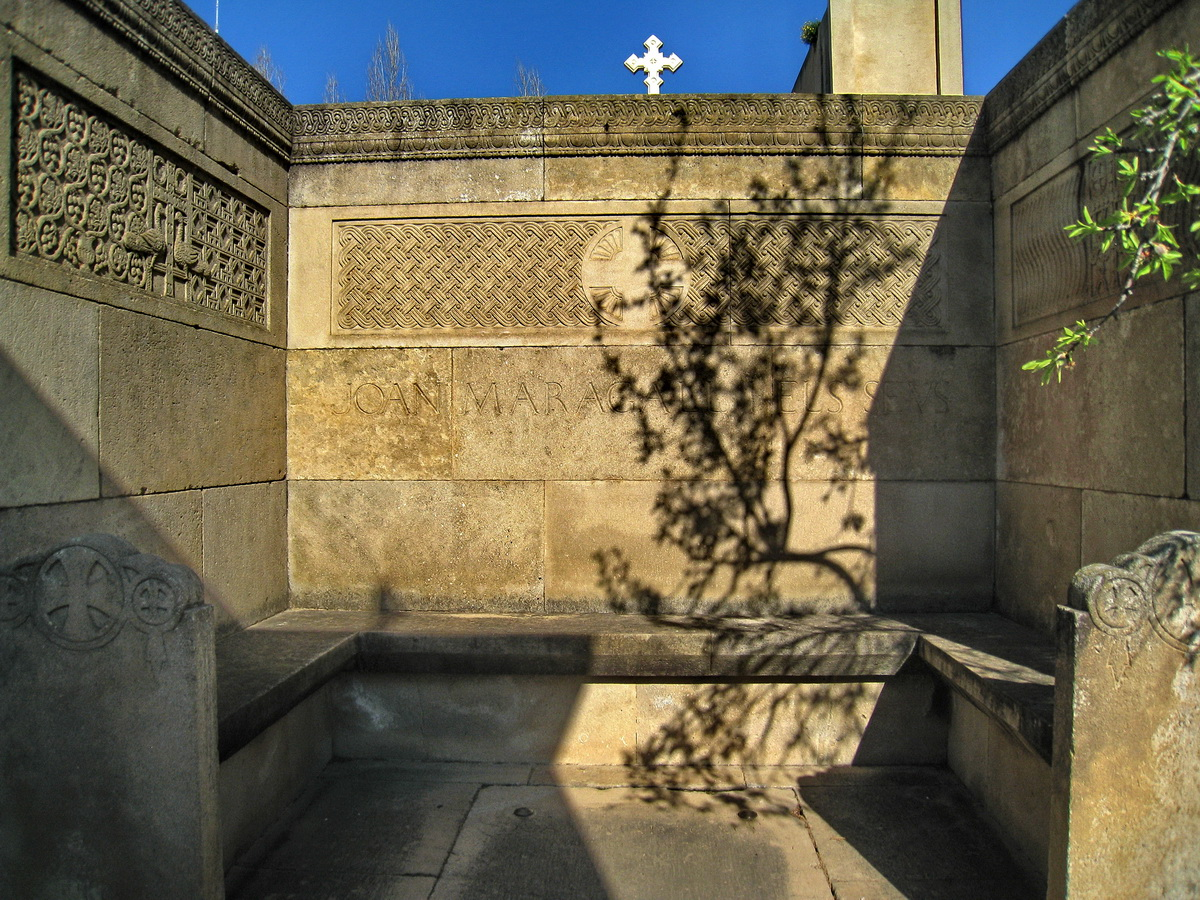
Grab von Joan Maragall i Gorina

Der Friedhof hat eine Fläche von 12.229 m² und wird durch eine Treppe, die zur Friedhofskapelle führt, in zwei Teile geteilt. Er umfasst 4773 Gräber in Form von Mausoleen und Nischen. Zahlreiche Skulpturen und Ornamente, vorwiegend im Stil des Eklektizismus, schmücken die Gräber. Hervorzuheben ist hier u. a. das Pantheon Cros, entworfen von Joan Baptista Pons i Trabal (1894).

## Gräber bekannter Persönlichkeiten
- Joan Cortada i Sala (1805–1868), Schriftsteller der Romantik und Geschichtswissenschaftler.
- Joan Maragall i Gorina (1860–1911), Dichter des Modernisme
- Felip Pedrell (1841–1922), Komponist
- Lluís Domènech i Montaner (1850–1923), Architekt und Politiker
- Xavier Montsalvatge (1912–2002), Komponist und Musikkritiker
- Cèsar Martinell (1888–1973), Architekt des Modernismus
- Josep Guinovart (1927–2007), Maler
- Josep Maria Castellet i Díaz de Cossío (1926–2014), Schriftsteller und Verleger, Präsident der Vereinigung katalanischer Schriftsteller (Associació d’Escriptors en Llengua Catalana)[2]